# Керамика инков
Керамика инков отличается от стилей, доминировавших в центральноандском регионе в доинкскую эпоху. Стиль инков характеризуется своим массовым производством большого количества крайне стандартизированных изделий. Интенсивно использовались такие цвета: различные оттенки коричневого, а также красный, чёрный, белый, оранжевый и фиолетовый, создававших относительно разнообразные цветовые комбинации. В гончарном производстве инков предпочтение отдавалось геометрическим рисункам, преобладали ромбы, полосы, круги, ленты и треугольники. Типичные формы — арибалл и керо, хотя последние получили распространение, начиная со Среднего Горизонта и производились также из древесины и металла.

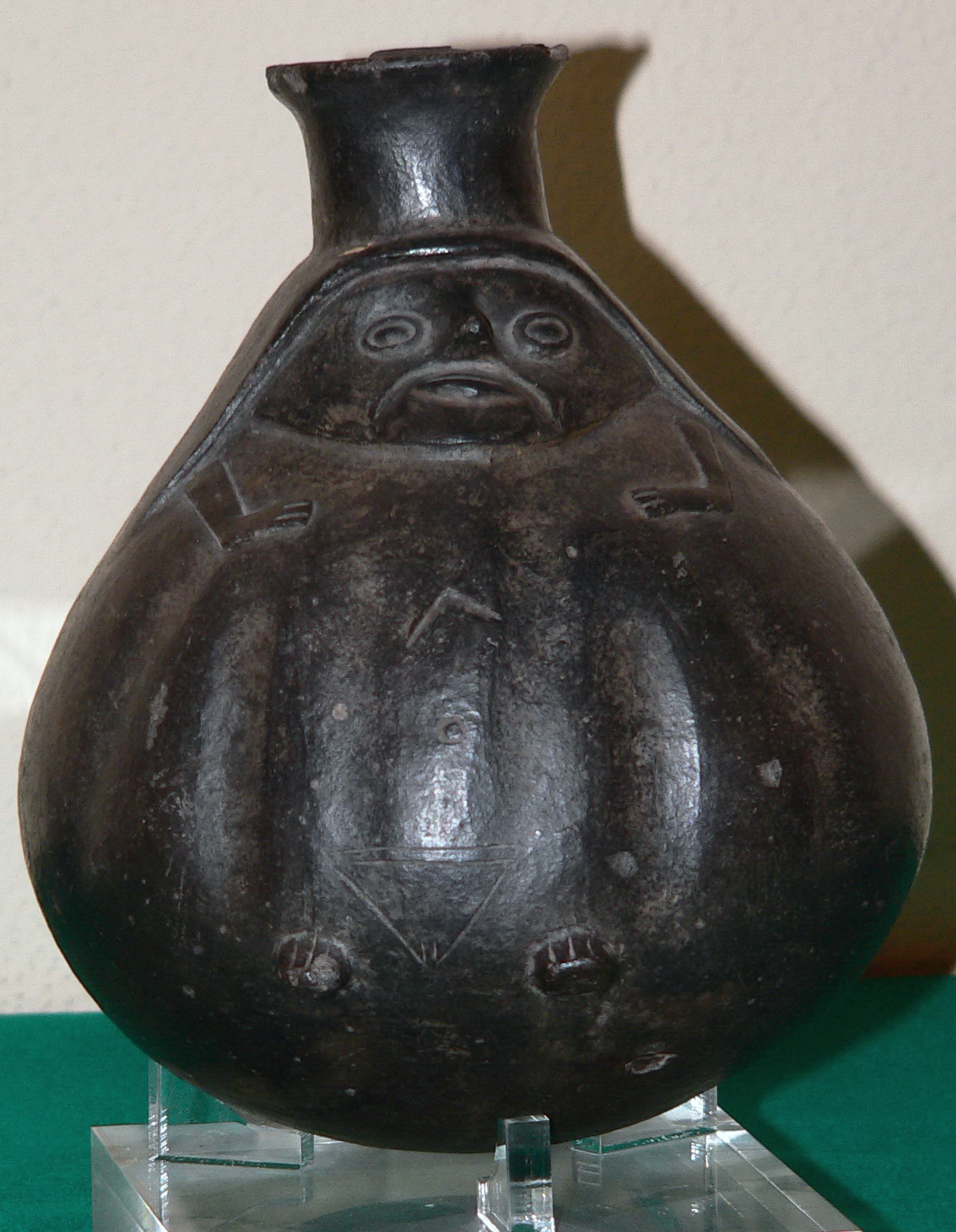
Провинциальный кувшин инков
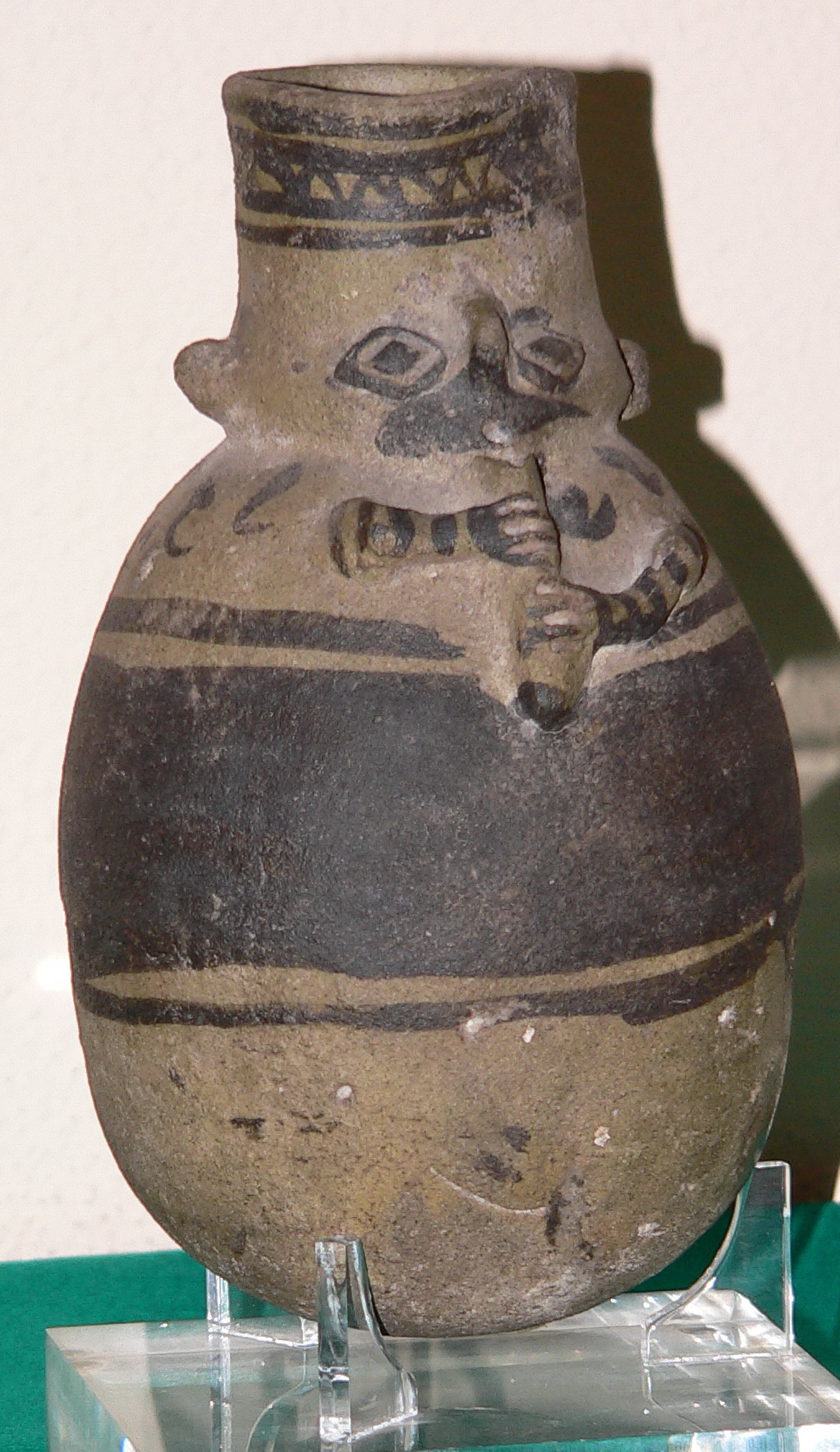
Гуако, провинциальный сосуд инков
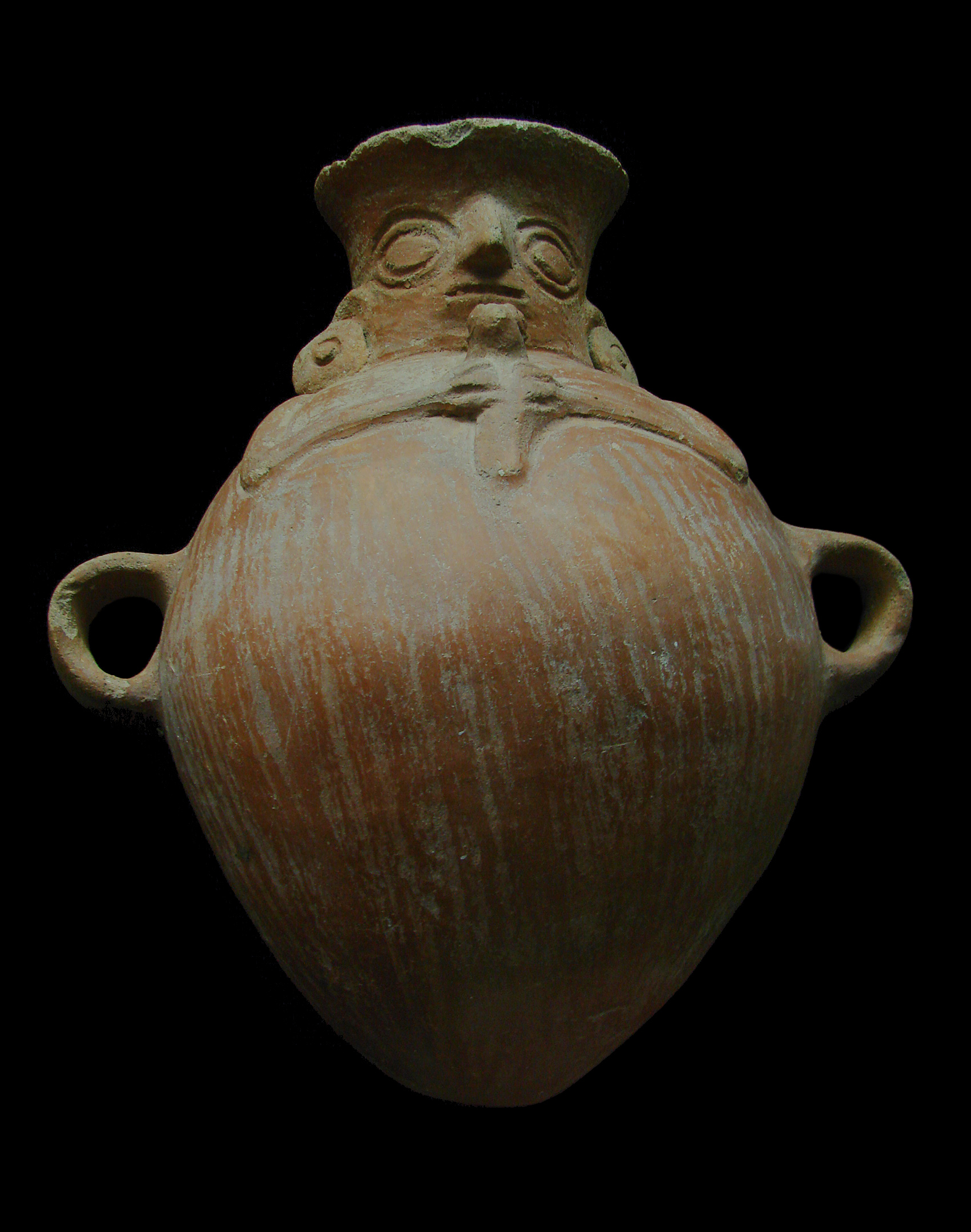
Антропоморфная керамика инков
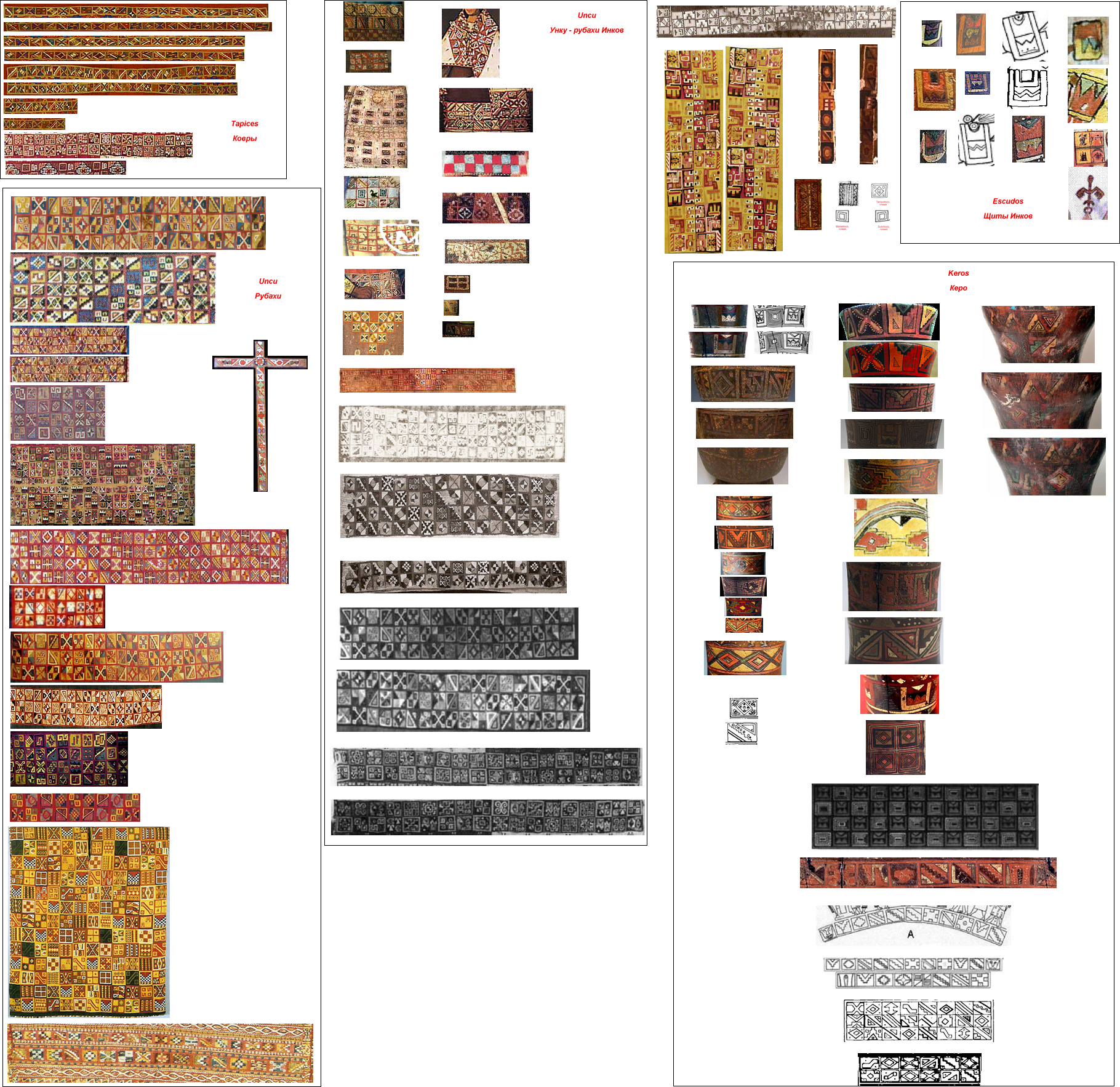
Токапу Инков.